# Oligacanthorhynchus taenioides
Oligacanthorhynchus taenioides är en hakmaskart som först beskrevs av Diesing 1851.  Oligacanthorhynchus taenioides ingår i släktet Oligacanthorhynchus och familjen Oligacanthorhynchidae. Inga underarter finns listade i Catalogue of Life.